# Castells de Liechtenstein
Aquests són els castells de Liechtenstein .
- Castell de Gutenberg, Balzers[1][2][3]

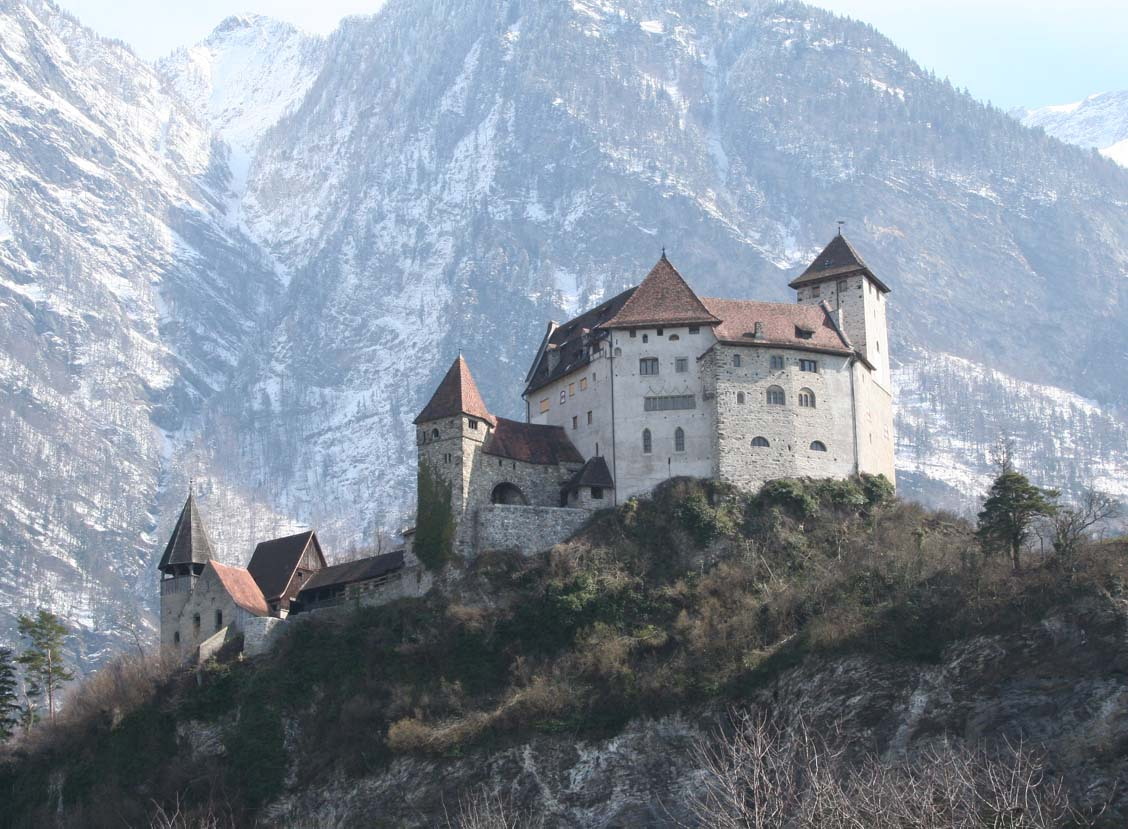
Castell de Gutenberg

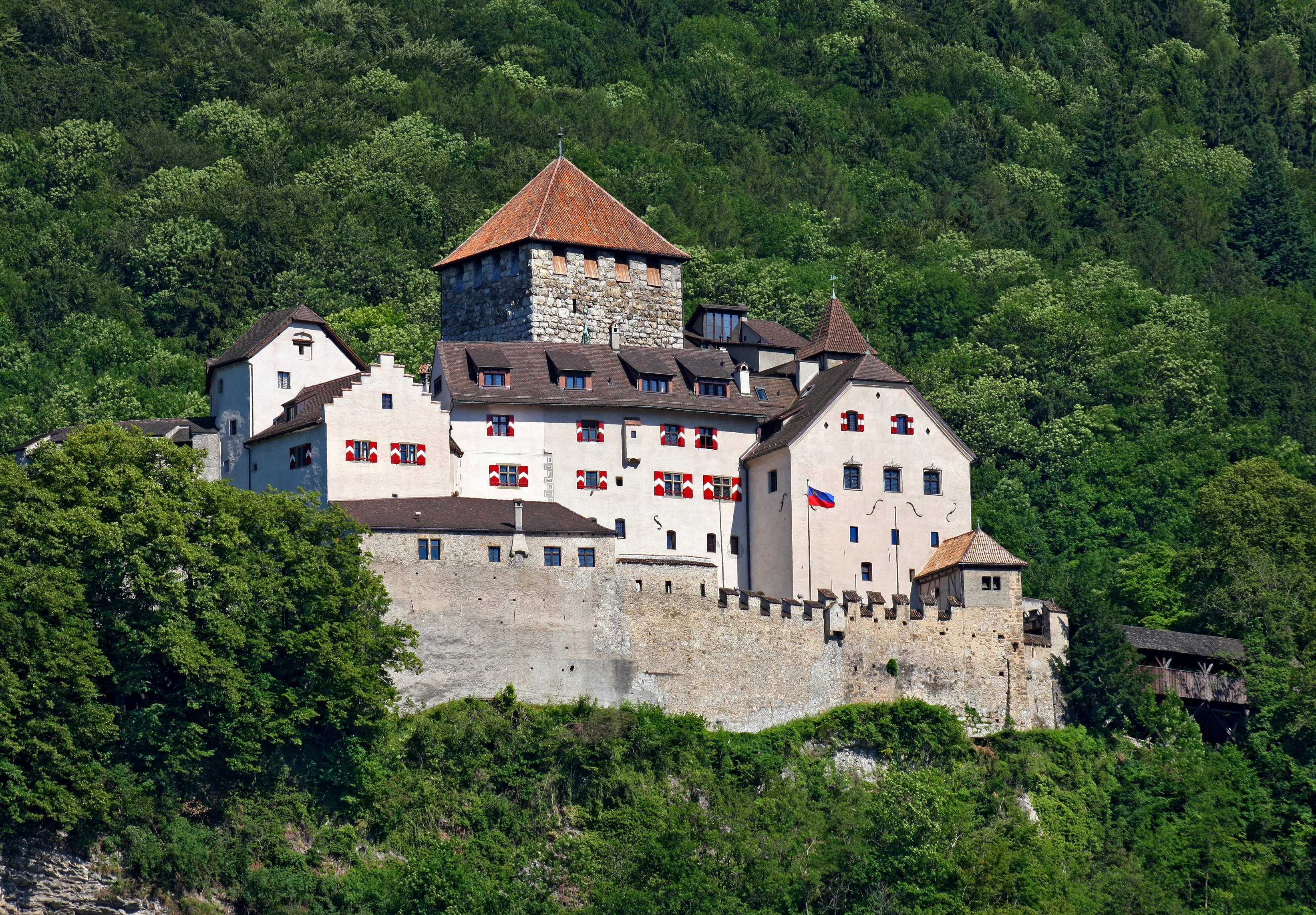
Castell de Vaduz

- Castell de Neu-Schellenberg, Schellenberg[4][5][6][3]
- Castell d'Alt-Schellenberg, Schellenberg[7][6][3]
- Castell de Schalun, Vaduz[8][9][10][11][12][3]
- Castell de Vaduz, Vaduz[13][11][3]